# Palác Sylva-Taroucca
Palác Sylva-Taroucca, dříve též Nostický, zvaný také palác Piccolomini nebo Savarin (výsl. [savarén]), je pozdně barokní palácová stavba stojící v ulici Na příkopě 852/10, na Novém Městě, Praha 1. Je chráněn jako kulturní památka České republiky.

## Historie a popis paláce
Na místě dnešního paláce stávalo několik domů, postupně sloučených v jeden celek a průběžně přestavovaných v 16. a 17. století. V roce 1668 objekt získala kněžna Marie Benigna Františka Piccolomini. Současná podoba paláce z let 1743–1752 má formu rozlehlého vnitrobloku na protáhlé parcele se dvěma čtvercovými dvory, k němuž kdysi přiléhala zahrada a jízdárna. Autorem barokní úpravy vytvořené původně pro knížete Ottavia Piccolominiho je snad Kilián Ignác Dientzenhofer, po jehož smrti v roce 1751 stavbu dokončil jeho zeť Anselmo Lurago.

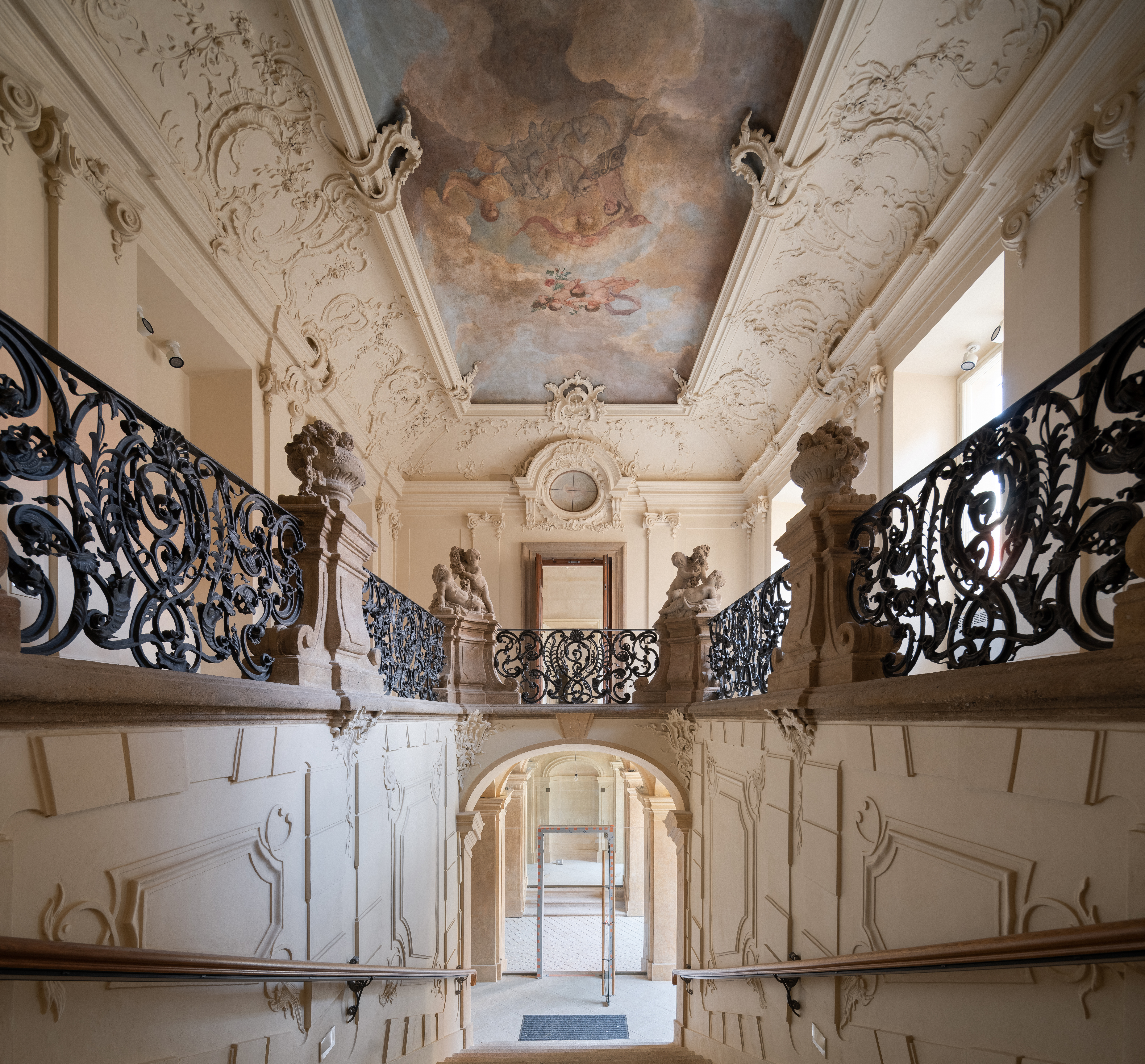
Vstup do paláce po rekonstrukci v roce 2024

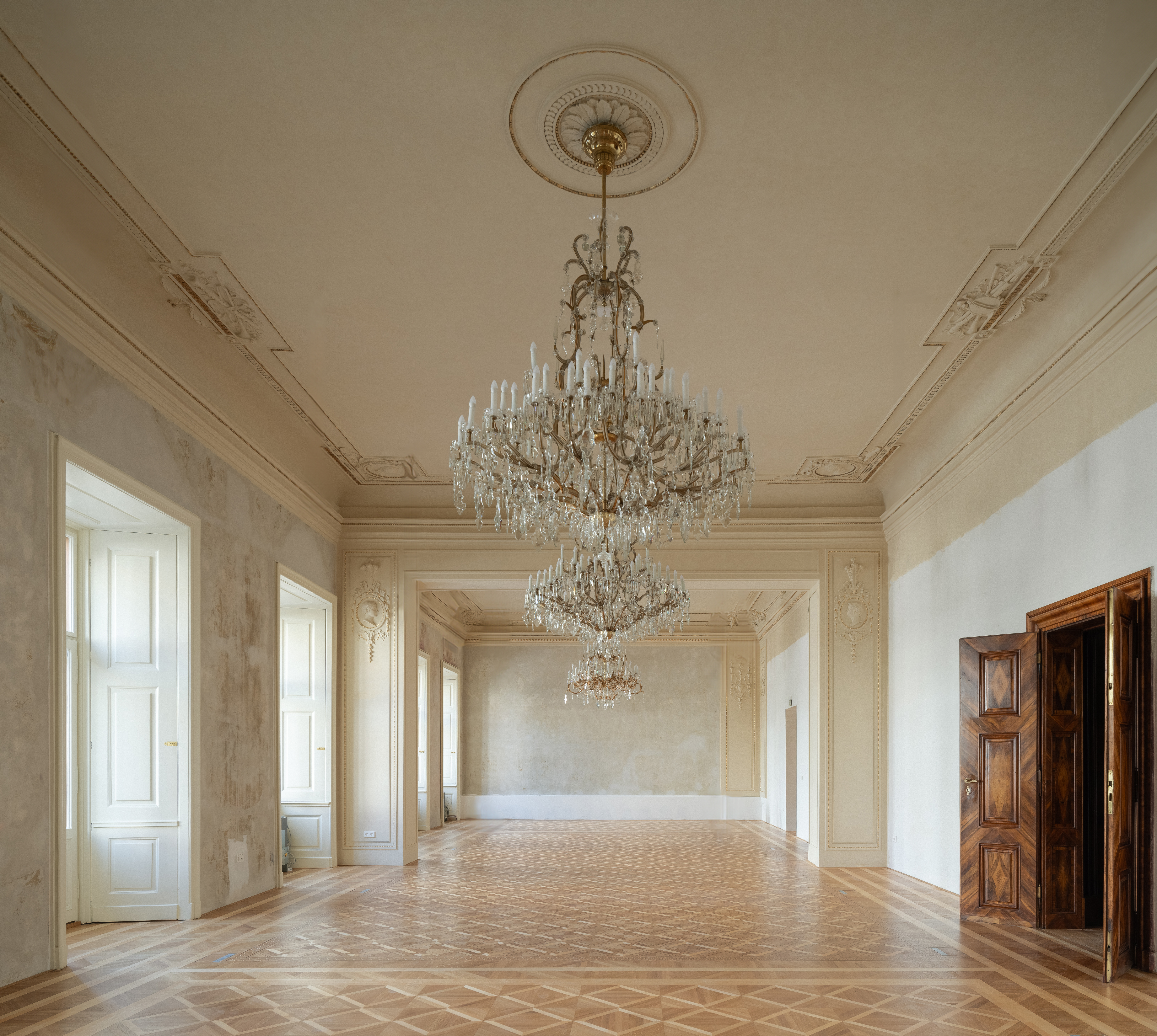
Hlavní sál paláce po rekonstrukci v roce 2024

Roku 1766 palác koupil hrabě Bedřich Mořic z Nostic-Rienecku, po něm byl dlouholetým uživatelem jeho synovec Jan Nepomuk z Nostic-Rienecku.
V letech 1846–1892 (před postavením vlastní budovy) byly v paláci uloženy sbírky Národního muzea. V roce 1878 stavbu upravil Achille Wolf.
Roku 1885 přešel sňatkem na poslední šlechtické majitele z rodu Silva-Tarouca, jehož původ byl španělsko-portugalský. Arnošt Emanuel Silva-Tarouca, veliký milovník botaniky, zakladatel dendrologické zahrady Průhonice a předseda Rakousko-uherské dendrologické společnosti, jej od roku 1895 pronajímal (např. po dobu deseti let tu mělo umístěny své sbírky Národopisné museum). Začátkem 20. století tu v přízemí bývala vinárna, tržnice a papírnický obchod.
Od roku 1908 byl palác v majetku pražské obce, která jej upravila na společenské a kulturní středisko, kvůli čemuž ve 20. století proběhla řada přestaveb. Od roku 1925 měl palác pronajatý Společenský klub a v roce 1927 byla na místě bývalé barokní zahrady paláce založena slavná kavárna Savarin, pojmenovaná po proslaveném právníkovi a labužníkovi Brillat-Savarinovi. Podle názvu kavárny bývá nazýván někdy i samotný palác. Jízdárna byla pronajata Sokolu.
Po roce 1948 využíval palác stát; v roce 1960 byla provedena generální oprava a úpravy interiérů pro Ústřední kulturní dům zaměstnanců školství, vědy, kultury a tisku. V roce 1970 byla jízdárna upravena na kotelnu. V 80. letech 20. století tu sídlil např. Klub pracovníků ve školství a kultuře.
Po roce 1989 byl celý objekt privatizován a je využíván komerčně.
Pozdně barokní hlavní průčelí do ulice Na Příkopě je devítiosé, symetrické. V jeho středu je portikus na čtyřech dvojicích toskánských sloupů, které podpírají balkon s ozdobným kovaným zábradlím. V patře jsou osy odděleny pilastry s jónskými hlavicemi. Tři prostřední osy mají okna zakončená segmentově a nad nimi jsou segmentové frontony, nad prostředním vstupem na balkon dominuje fasádě plastika s erbem Nosticů. Krajní trojice oken jsou pravoúhlé a frontony nad nimi trojúhelné. Půdní polopatro má okna čtvercová. Fasáda je ve střední části završena trojúhelným štítem, po jehož stranách jsou nad druhou a osmou osou menší segmentové štíty.
Na fasádě jsou umístěny sochy, jejichž autorem je Ignác František Platzer. Pro vnější výzdobu paláce Savarin zhotovil celkem jedenáct soch – Satyr, Nymfa, Labuť a ozdobné vázy. Tyto sochy dosahují velikosti až dvou metrů a patří k cenným originálům českého barokního umění. Sochy byly demontovány v naprosto havarijním stavu v roce 2018, u sedmi z nich se jednalo o původní originály, další čtyři již byly kopie vytvořené v roce 1878. Zrestaurované starší kopie a nově vytvořené kopie zbylých původních soch byly v rámci rekonstrukce celého paláce navráceny na fasádu na jaře 2024. Zrestaurované originály jsou uloženy a hledá se místo pro jejich stálé umístění.
Mimořádnou architektonickou hodnotu paláce ukazuje i Dientzenhoferova práce s odstupňovaným měřítkem: monumentální veřejné průčelí je třípatrové a zdobí ho výrazné plastické pilastry a sloupy. První nádvoří, přístupné jen knížecím návštěvám je už jenom dvoupatrové a pilastry jsou jednodušší a poslední třetí, domácké nádvoří už člení jen jednoduché ploché šambrány. Do tohoto architektova promyšleného konceptu patří i nízké rizality, vybíhající za třetím nádvořím do zahrady: od třípatrové uliční fasády, která má bohatou výzdobou ohromit až k jednoduchým patrovým pavilonům soukromé části domu.
V interiéru je dochováno jednoramenné schodiště, vedoucí do vstupního sálu zdobeného skulpturami Ignáce Františka Platzera a malbou na dřevěném omítaném stropě s názvem "Triumf Apollóna". Ta byla dříve připisována Václavu Bernardovi Ambrosimu, nicméně podle zjištění uskutečněných během restaurátorských prací při generální rekonstrukci paláce v letech 2021-2024 je jejím autorem je v Praze usazený německý malíř Jan Petr Molitor. Podle poznatků byla vytvořena v roce 1752. Sály v patře mají štukovou výzdobu stropů.

## Rotary klub
V průjezdu paláce se nachází pamětní deska s českým a anglickým nápisem tohoto znění: 
| „ | V tomto domě se scházeli členové Rotary klubu Praha založeného v roce 1925. Tato deska byla odhalena v roce 2005 u příležitosti 80. výročí založení českého Rotary klubu Praha jako prvního v Československu a 100. výročí založení Rotary International. | “ |

## Současnost a navazující projekt
Budovu paláce koupila v roce 2015 společně s navazujícími pozemky ve vnitrobloku a dalšími budovami ve stejném bloku společnost Crestyl. Původní plány předchozího majitele předpokládaly demolici dvorních křídel a jejich náhradu podstatně vyšší administrativní budovou, což nový investor odmítl a připravil novou podobu projektu, který po paláci získal jméno Savarin. Ten s odkazem na tradici václavských pasáží propojí Václavské náměstí s ulicemi Na Příkopě, Jindřiškou a Panskou. Skládá se ze čtyř na sebe navazujících, a přitom vzájemně propojených samostatných částí, z nichž každá bude mít svůj vlastní charakter a způsob využití – samotný palác Savarin je jednou z nich. Středobodem se stane historická budova jízdárny, kolem které ve vnitrobloku vznikne nové klidné náměstí se zahradou, kavárnami a restauracemi, součástí Savarinu bude i víceúčelový prostor určený zejména pro kulturní a společenské akce nebo nový vstup do metra. V projektu se počítá i s galerií pro umístění Slovanské epopeje. 
Samotný barokní palác prošel v rámci tohoto projektu pečlivou rekonstrukcí. Začala na konci roku 2021 a práce byly dokončeny na podzim 2024. Vzhledem k velké historické hodnotě vše probíhalo v úzké spolupráci s památkáři a během rekonstrukčních prací se podařilo odhalit řadu cenných detailů. Z nejcennější historické části paláce navíc zmizelo kasino a vystřídaly jej výstavní prostory. Od února 2025 je zde umístěno Mucha muzeum.

## Galerie

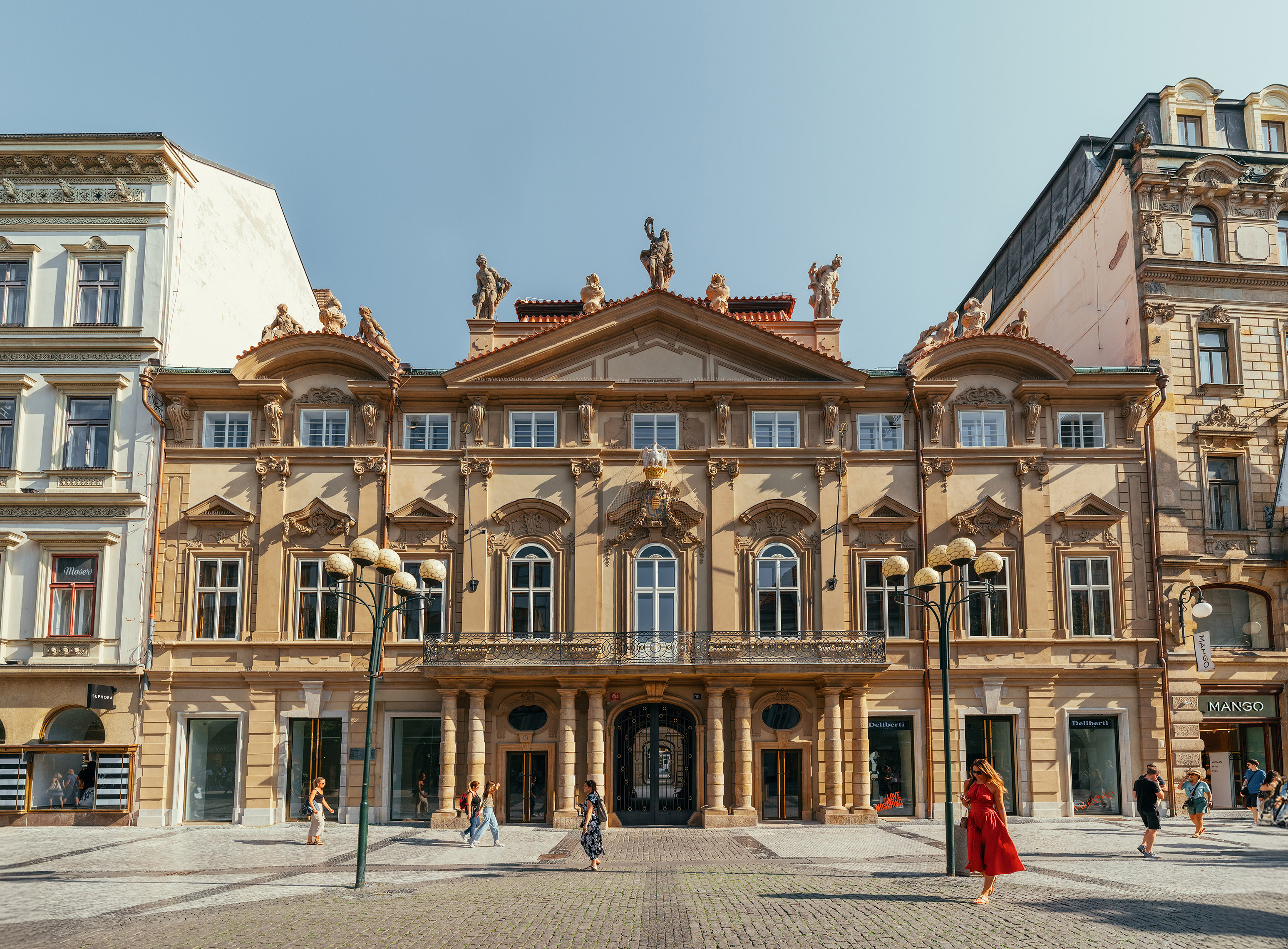
Průčelí paláce Savarin do ulice Na Příkopě
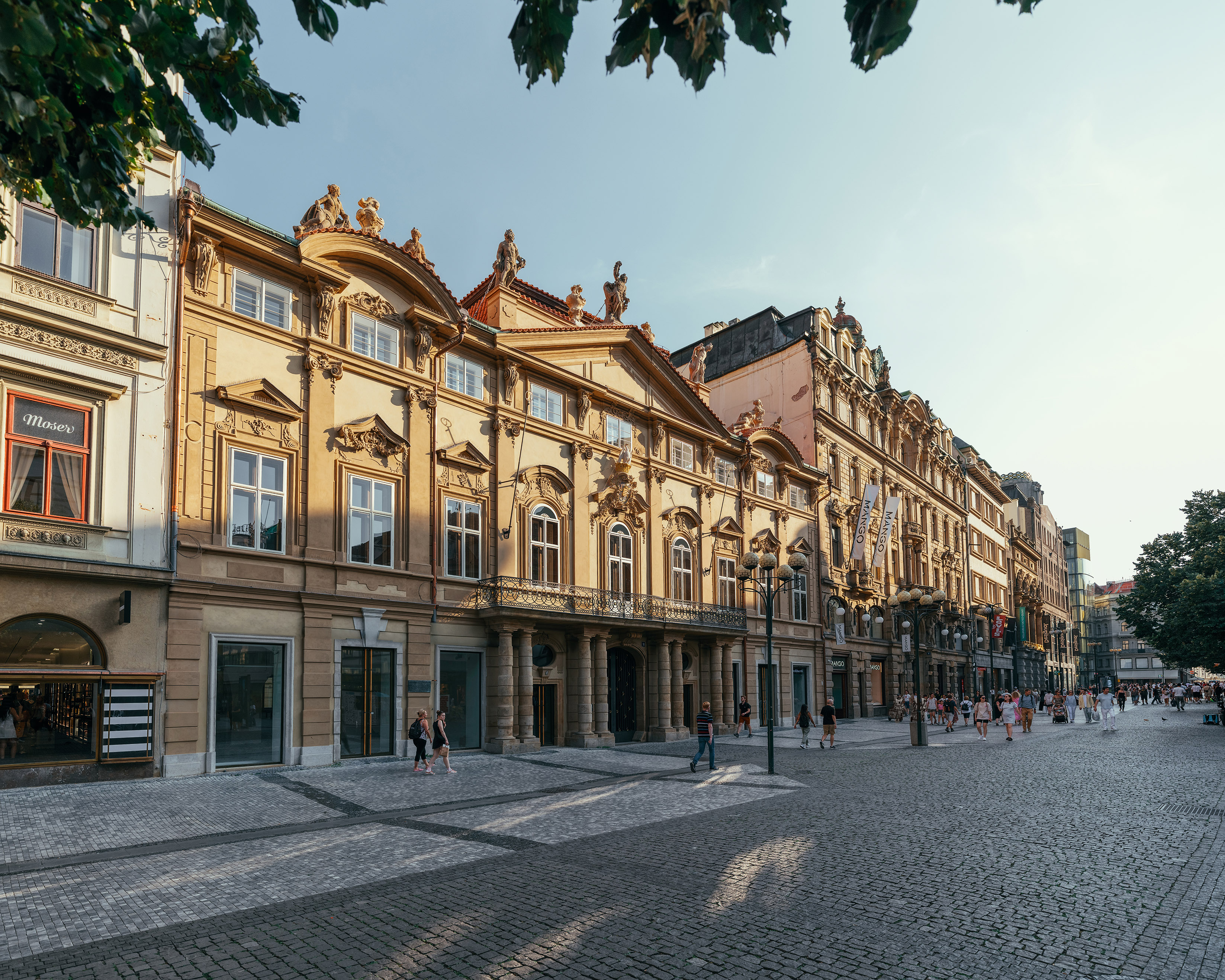
Průčelí paláce Savarin do ulice Na Příkopě (z úhlu)
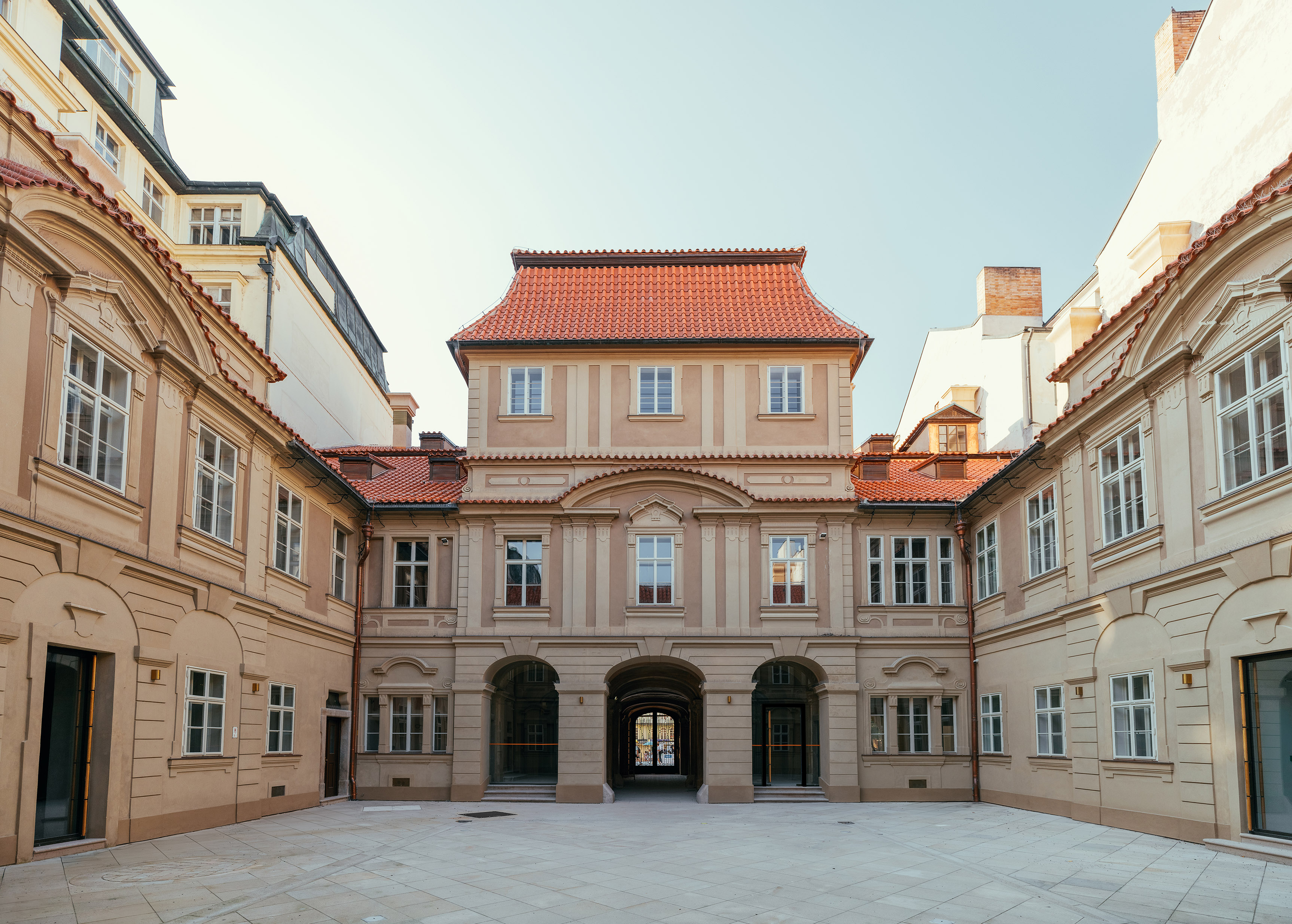
První nádvoří paláce Savarin v ulici Na Příkopě
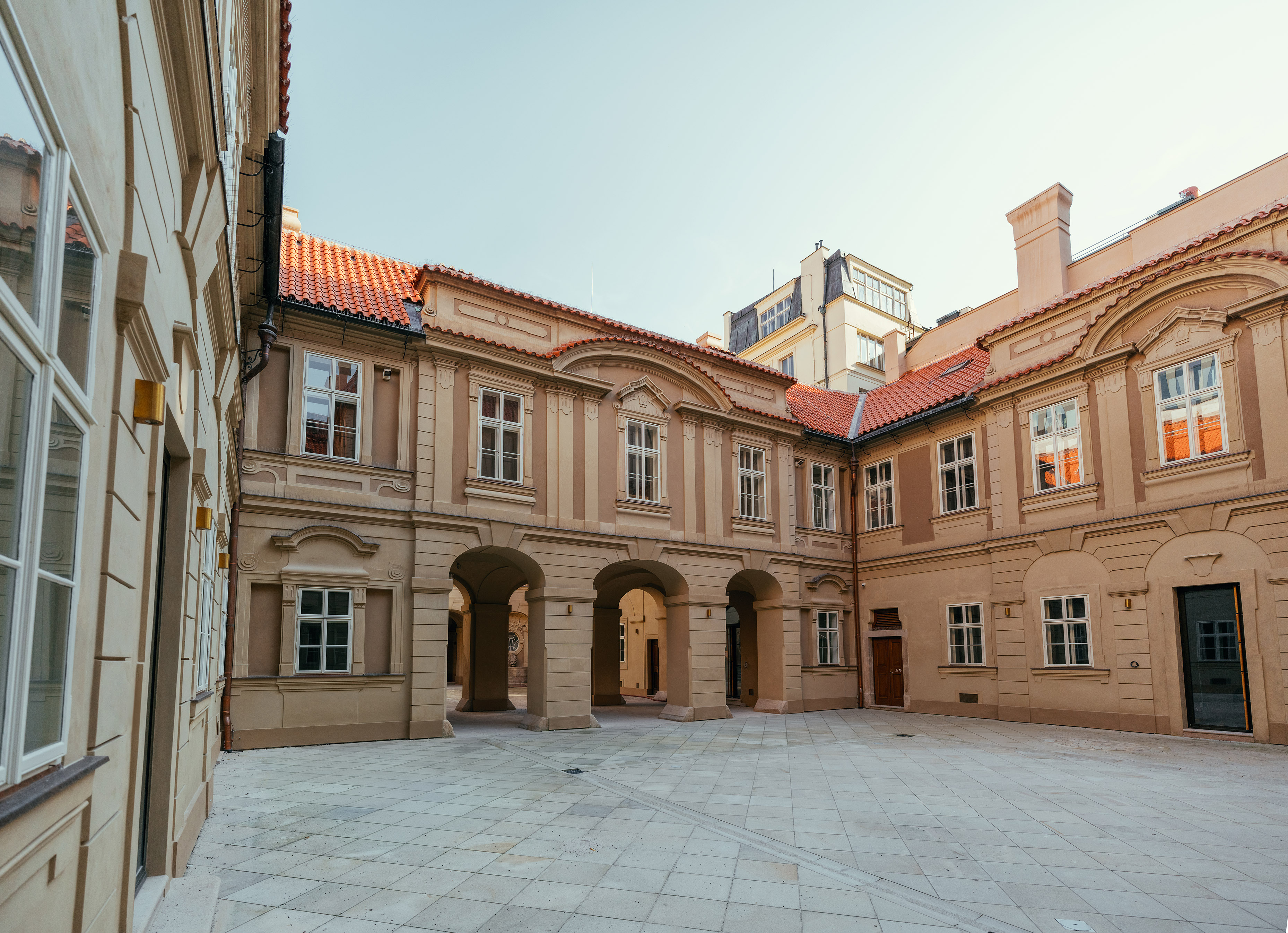
Druhé nádvoří paláce Savarin v ulici Na Příkopě
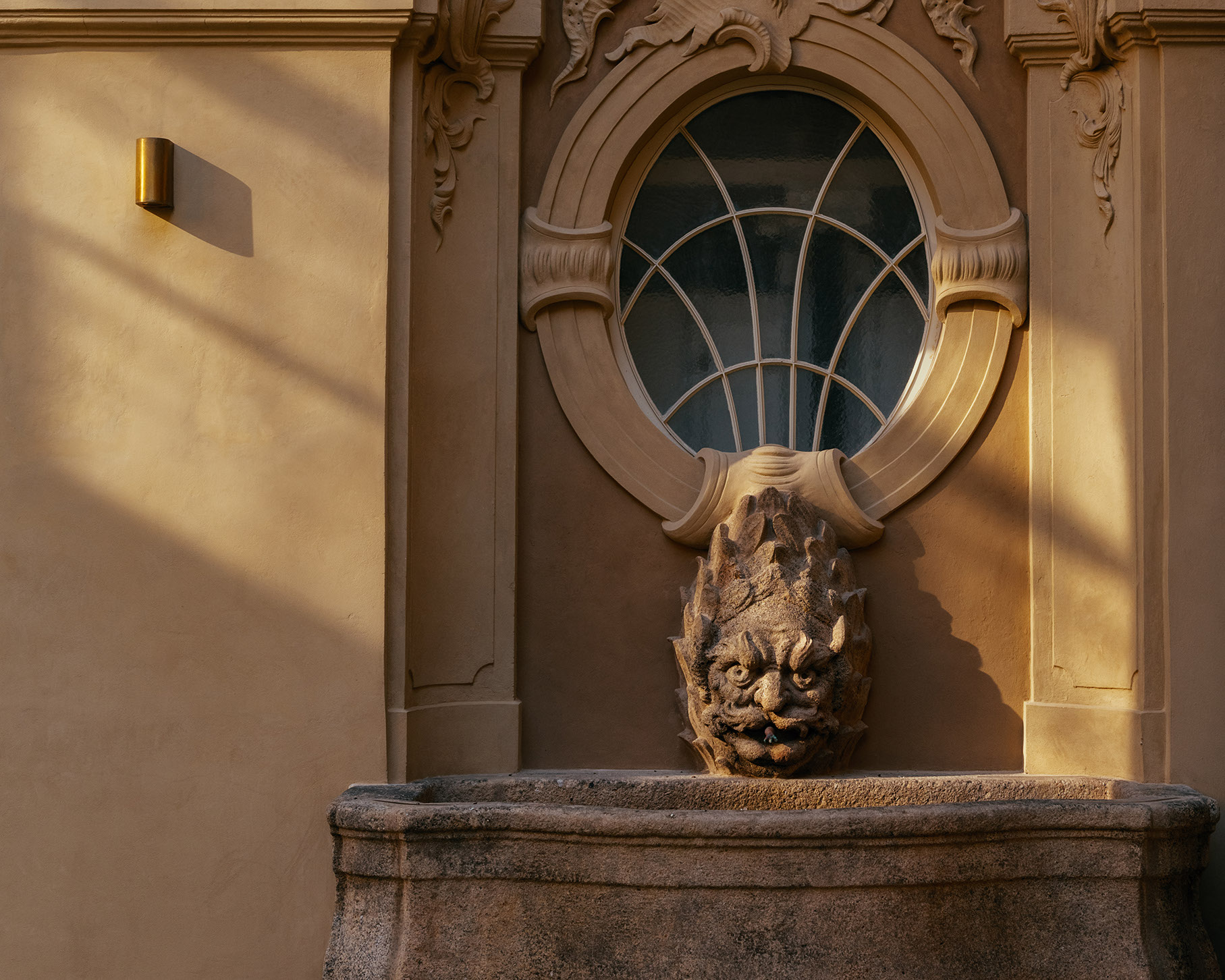
Kašna na nádvoří paláce Savarin v ulici Na Příkopě
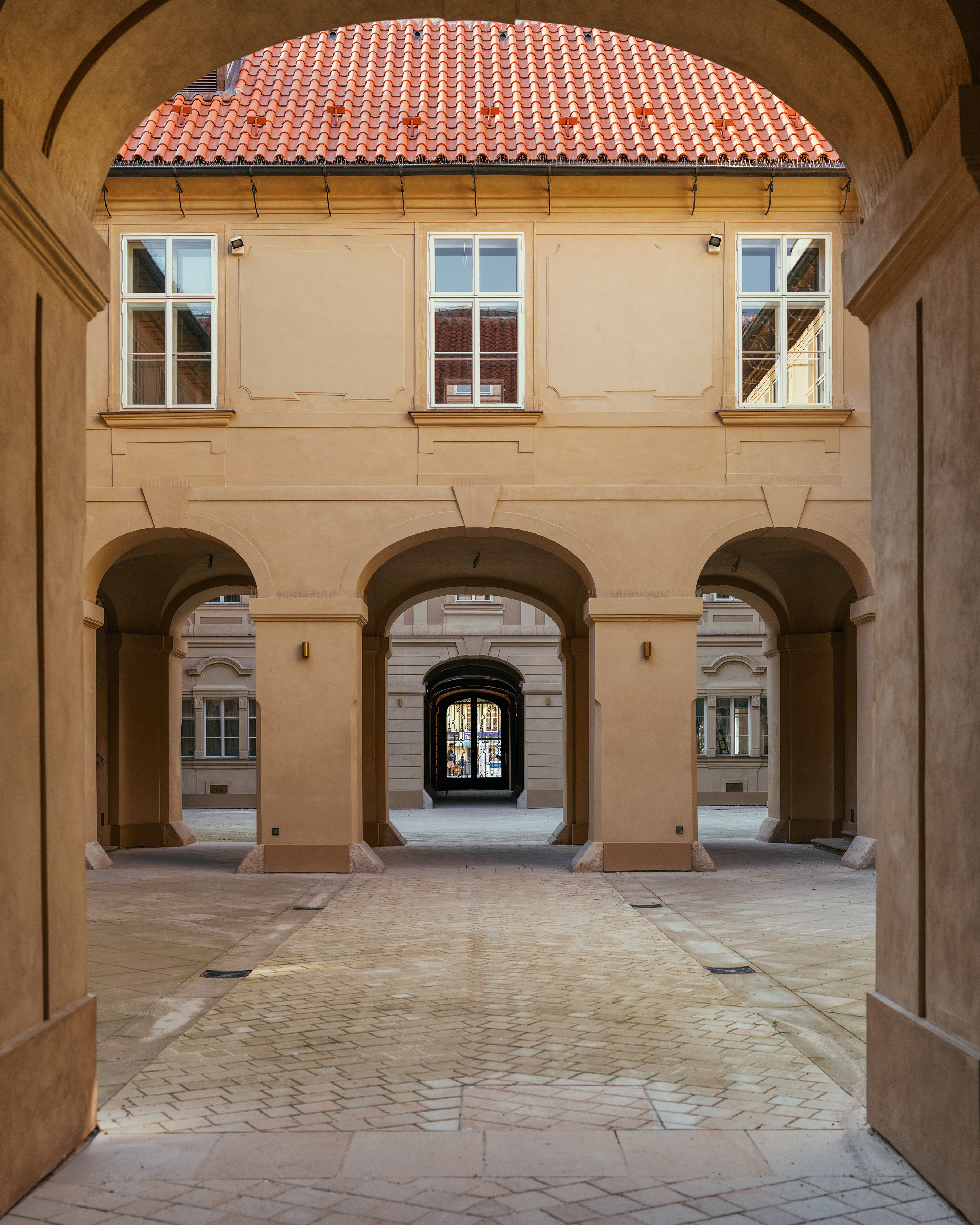
Průhled skrze nádvoří paláce Savarin v ulici Na Příkopě
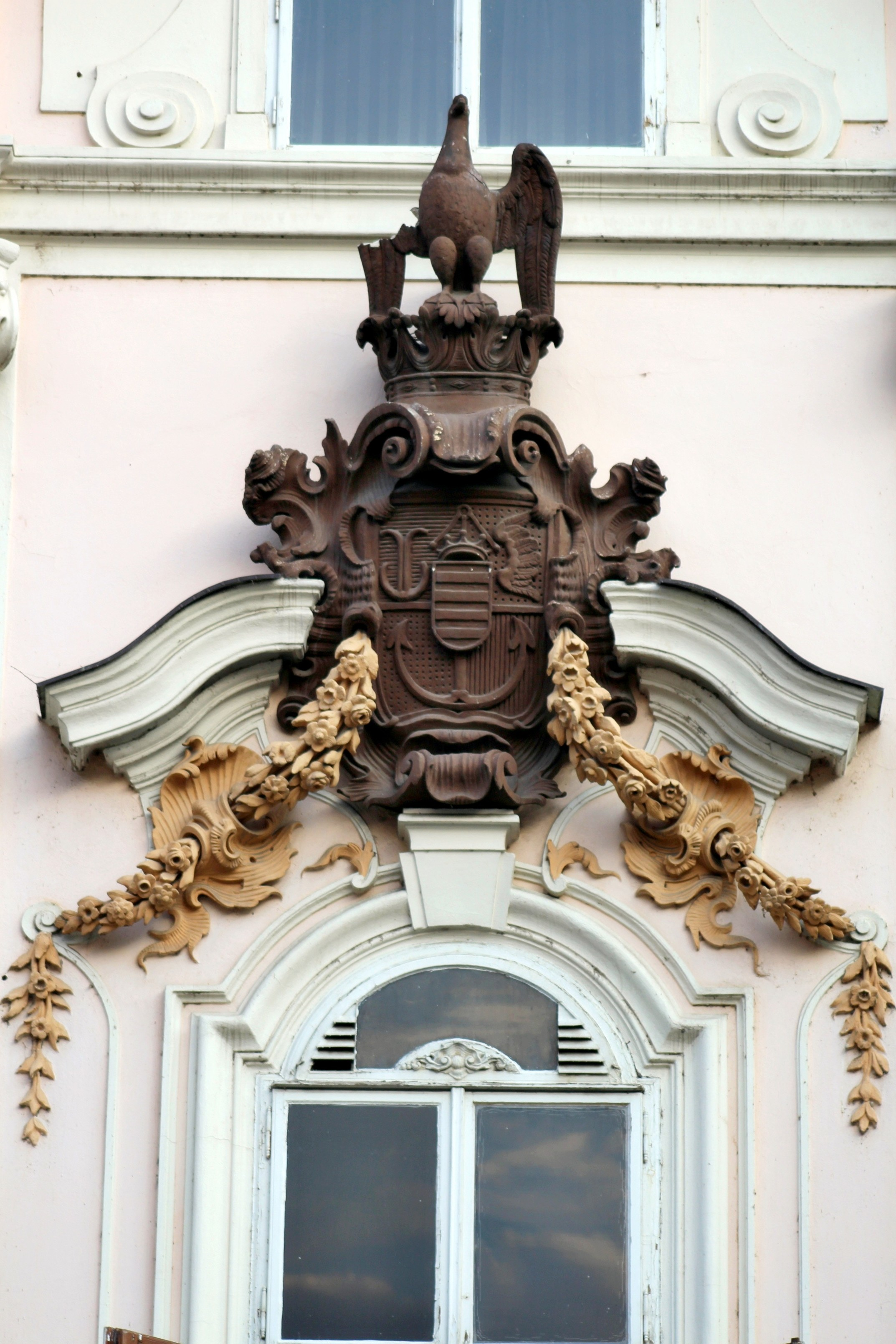
Erb Nosticů na hlavním průčelí (stav před rekonstrukcí)
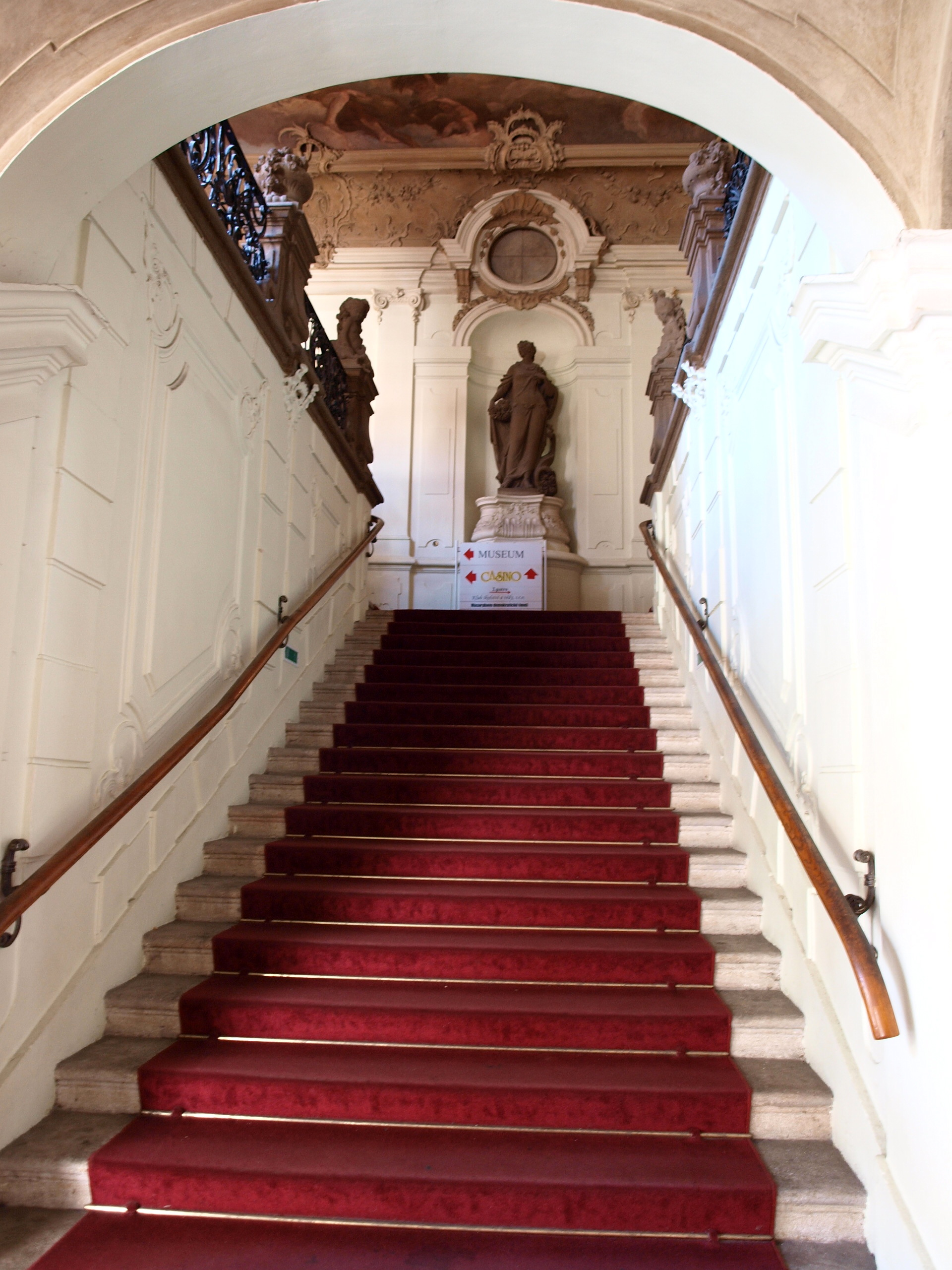
Vstupní schodiště (stav před rekonstrukcí)
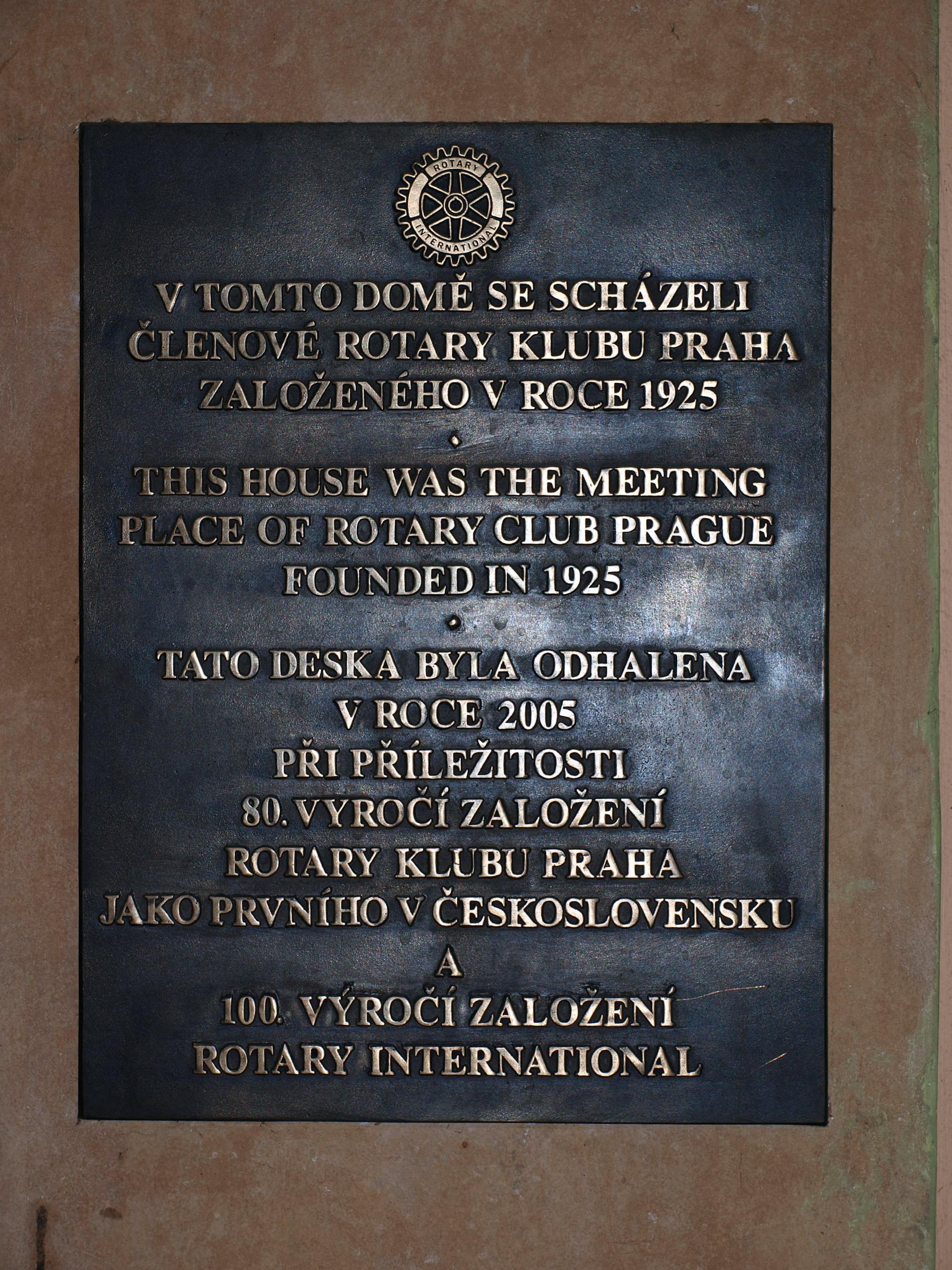
Pamětní deska Rotary klubu
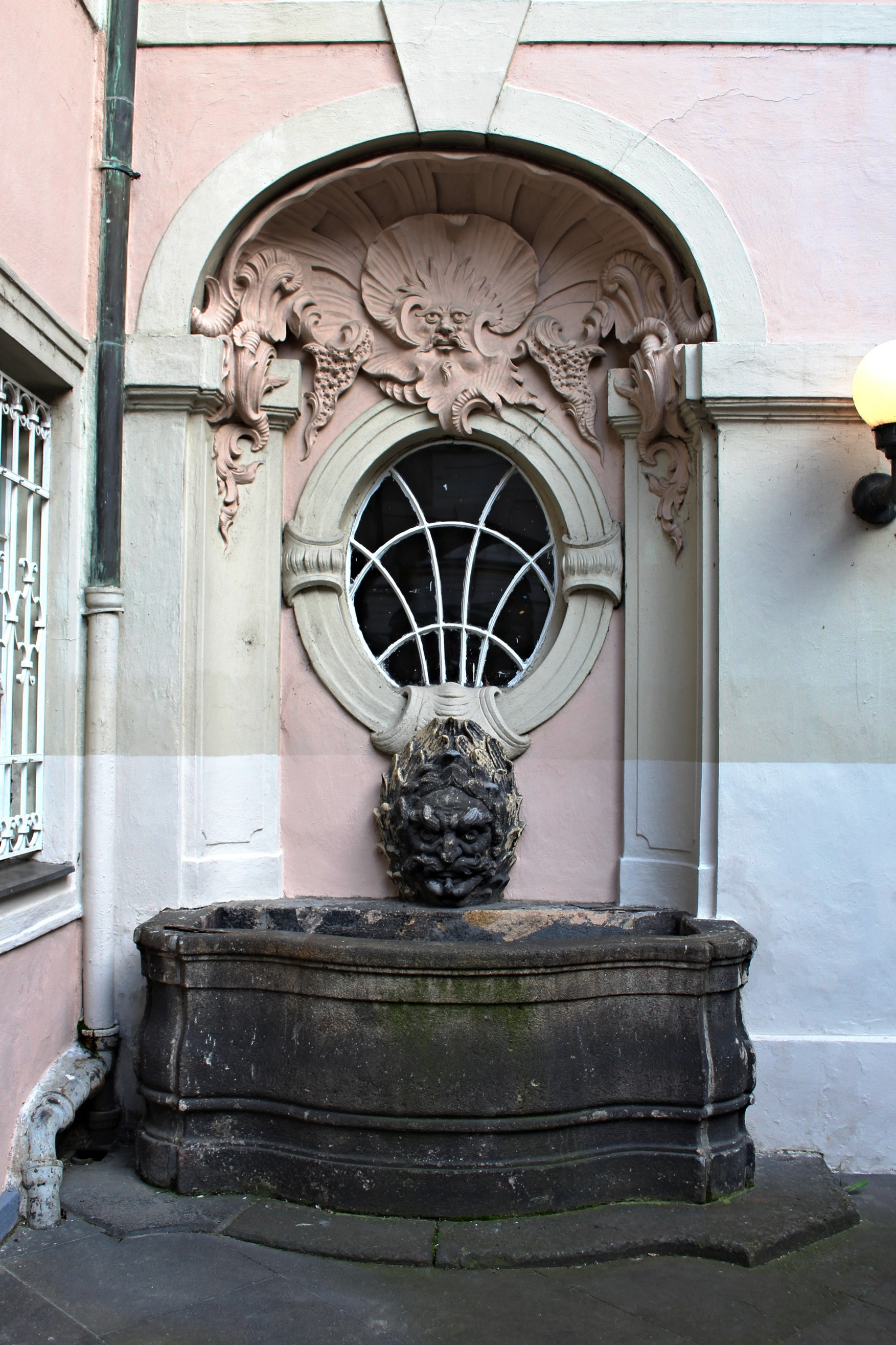
Kašna (stav před rekonstrukcí)